# Bêtise de Cambrai
Les bêtises de Cambrai són una delícia feta a la localitat francesa Cambrai, la recepta de la qual es diu que és fruit d'un error. Dos fabricants en perpetuen la fabricació i se'n disputen l'autoria: les pastisseries Afchain i Despinoy.

## Història

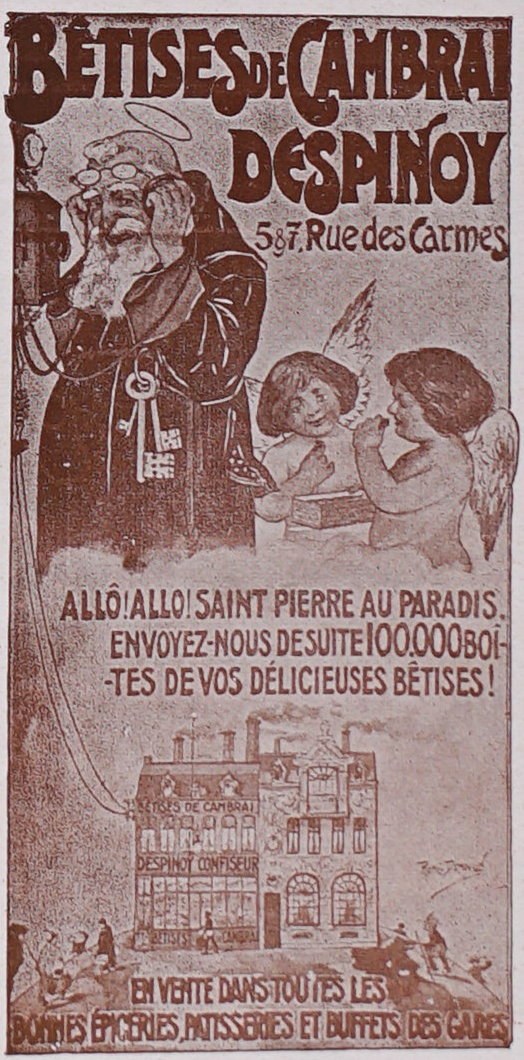
Publicitat de principis del.

L'origen d'aquest caramel es remunta al segle XIX (al 1830, segons Afchain).
Dues companyies, Afchain i Despinoy, se'n disputen l'autoria, que va desencadenar en un judici i, posteriorment, va dur a un subtil compromís el 1889: Afchain és reconegut com "l'únic inventor" i Despinoy com a "creador". Tots dos afirmen que la invenció va ser el resultat d'un error de manipulació, un "estupidesa" (bêtise).
Segons la versió d'Afchain:"Al voltant de 1830, Émile Afchain, aprenent de pastisser amb els seus pares, pastissers a Cambrai, va cometre un error mentre preparava els dolços per a la setmana vinent: l'hi va caure una mica de menta, però no en va dir res. Per amagar la seva maldestra, va estirar la massa fins que va quedar blanca". Els seus pares els van posar a la venda el diumenge següent com sempre. La setmana següent els clients van demanar més d'aquests envasos que tenien un gust tan bo. Els pares recullen la estupidesa del seu fill, li demanen la seva recepta i la comercialitzen. Més tard Émile crearia oficialment les Bêtises de Cambrai.
En la versió de Despinoy, es tractaria d'un error de dosificació i cocció comès per Jules Despinoy.
Des de 1992, les Bêtises de Cambrai figuren a la llista del Patrimoni Culinari del Nord-Pas-de-Calais, i des de 1994 al patrimoni nacional de les especialitats franceses de rebosteria, xocolata i galetes.

## Descripció
El caramel té la forma d'un petit coixí rectangular. Està aromatitzat amb menta i decorat amb sucre caramel·litzat en un patró de ratlles.
Tanmateix, se'n troben de diferents gustos:
- Menta, l'original
- Poma verda
- Taronja
- Llimona
- Avellana
- Gerds
- Viola
- Tutti frutti